# 怪人ゾナー
怪人ゾナー（かいじんゾナー、PHANTOM ZONA）は、テレビ東京の子供向けバラエティ番組『おはスタ』にて、1998年に登場したキャラクターである。通称「ゾナー」。
VTRのナレーションやカメラ好きキャラクター「シャッタロー」、釣り好きキャラクターの「釣太郎」、司会代理などで1997年の番組開始当初から参加していた声優の森久保祥太郎が演じた。1998年4月に番組が6時45分スタートになり、録画形式の第一部と生放送形式の『スーパーライブ』の二部構成になった事から、両枠の連動や第一部を視聴する子供が流れで『スーパーライブ』も見るようにと、両枠をつなぐためのキャラクターとして登場した。

## 人物
秘密結社ナーゾ（後述）の日本支部長で、身長は180cm（自称）、体重60キロ。ビジュアル系の外見で、ナルシストでおっちょこちょいな性格。専用ギター「ゾナーギター」と専用車「ゾナーカー」、ゾナーカーと合体することができる「ゾナーロボ」を所有している。ゾナーカーの正式名称は「ゾナーラブラブ・ファントムスペシャル」で、秘密結社ナーゾから支給された真紅のマシンである。
黒いマントを羽織っており、これで身を隠すと消え、元に戻すと現れる。挨拶は「おーはー」を真似た「ゾーナー」。口元にはクエスチョンマークが描かれている。これは、演じる森久保祥太郎にできものが出来てしまい、アップでは目立った事から、それを隠すために描かれたものが定番化した。
改造人間であり、1秒間に100問ものなぞなぞを考えることができる。なぞなぞの回答を言った後、解説を言う前に「OH, BABY それは な ぜ か？」と言う。これは後に「OK，Baby，ハニー それは WHY，な ぜ か？」に変わった。趣味はメイク、特技はロック。
日本人の父はロックバンドの元ギタリスト、母はフランス人コメディアンである。産声は「フアッハッハッハッハ」、最初に覚えた言葉は「OH, BABY」（これは今でも口癖になっている）、口癖は「ゾナ」。昔から疑問に思うことが多く、母がギャグで答えていたため、それが当たり前だと思うようになった。
現在は東京都内某所のアパートで一人暮らしをしている。このアパートの地下に秘密結社ナーゾの秘密基地を勝手に作ってしまった。正体は秘密だったが、ゲームソフト『怪人ゾナー』に素顔カードが導入され、正体が明かされた。

## 来歴
1999年10月20日、ユニバーサルビクターから「WHY? 〜THE ZONA'S SONG〜」で歌手デビュー。OHA-ガールCITRUSの「恋のめざまし時計」と同時発売され、CD売り上げを競うことになった他、ナーゾ様からの指令によってオリコン初登場で50位を取れなかった場合には戦闘員（後述）に格下げされることになってしまった。結果は怪人ゾナーがオリコン初登場56位、OHA-ガールCITRUSがオリコン初登場50位だった。その後、公約通り戦闘員にまで落ちぶれてしまったが、怪人時代のゾナーに憧れていた戦闘員・18号との触れ合いで生気を取り戻し、『なぞなぞ100人組み手』をクリアしたことで怪人へと戻ることができた。
2000年には妖精ベッキーと宇宙人カナと3人で『ゾベッカ』を結成。自身の曲である「WHY? 〜THE ZONA'S SONG〜」をパラパラ調にアレンジした「象南波羅 〜ゾナパラ〜 WHY!パラパラ・リミックス」をワーナーミュージック・ジャパンからリリースした。「ゾベッカ」という名称は、視聴者によって考えられたもので、当時レベッカが再ブームを巻き起こしていたことからこの名称にしたという。
その後、秘密結社ナーゾの経営難によるリストラの結果行われた、ライバルの麗人サイガー（斎賀みつき）との人気投票に敗れ、ナーゾとの契約を解かれてしまった。その後は『ゾナーのその後…』と題されたミニコーナーに出演。しかし数ヶ月後、お笑い芸人のポカスカジャンと『ポカスカジャンZ』と題されたコーナーで歌いながらなぞなぞを出題、ナーゾ様は「面白い」という理由でポカスカジャンZを仮入隊させる。その後、状況を見かねたサイガーがマントとギターを送り返し、怪人ゾナーとして再復活した。その結果『ポカスカジャンZ』のコーナーは数ヶ月でなくなることとなった。2004年秋、謎の原始人リュウジを猿にした犯人として再出演。おはガールと対決した末、おはガールに破れる。
『アイドルをさがせ!（アイさが）』（2000年11月21日放送）において、ベッキー・宇宙人KANAと共に番組ジャックをし、当時モーニング娘。のメンバーだった飯田圭織と同じくカントリー娘。のメンバーだったりんねと対決して、飯田・りんねが3人に敗北すればアイさがのMCが交代させられる権利を掛けた勝負に挑んだものの敗北した。
2021年12月1日よりおはスタで行われている松丸亮吾が出演している謎解きミニコーナードラマ「ナゾトキングダム」において悪さをした山賊団の親玉として（イラストだったが）久々に復活、自分達が勇者になりたいと思いから以降たびたび松丸たちのパーティに絡む形で事実上準レギュラーとして復活して翌年でも再登場している。2022年4月27日において25周年記念日替わりスペシャルゲストとして久々に姿を見せた。

## 秘密結社ナーゾ

### 概要
なぞなぞで世界征服を狙う秘密結社。ゾナーの住むアパートの地下に、横向きの「?」の形をした巨大な秘密基地がある。
構成は上から順番に、ナーゾ首領、支部長、ナゾラー、戦闘員となっている。ナゾラーと呼ばれるエリート以上がなぞなぞの作成・出題を許される。おはスタ内で問題を募集するなどし、多くの子供達がナゾラーとなっている。
原宿でモデル事務所を装ってゾナーをスカウトし、改造を行った。ゾナーは日本支部長となったが、ナーゾの活動に疑問を抱いていたゾナーは、ナーゾから抜け出し、結社から送り出されるクイズの怪人と怪人達と戦い続ける。最後にはナーゾに洗脳された父と戦うこととなるが、結末は語られていない。

### 構成員
首領
- ナーゾ

クエスチョンマークを垂直方向に反転させた形状をしている。ゾナーなどの怪人に指令を与える。
怪人
- 麗人サイガー

秘密結社ナーゾフランス支部長。男形のような格好をしている。ゾナーのライバルとして登場。YES・NO問題を繰り出す。専用の戦闘員「サイボーイ」がいる。
- 図形クイズ専門家 ズーケ[5]

六芒星の描かれた制服を着用している。ゾナーをナーゾに連れ戻そうとした最初の怪人。ゾナーの真似を頻繁に行う。
- いじわるクイズ専門家 ハテナン[6]

アーマーを着用している。ゾナーに敗れたズーケに代わって登場。性格も意地悪。
- まちがいさがし専門家 ミス・ティーカ[7]

民族衣装風の制服を着用している。ゾナーが一目惚れした。
- 漢字クイズ専門家 ジーカン[8]

武将のような制服を着用している。ゾナーがフリーズするほどの問題を繰り出すが、ゾナーの父によってナゾラーパワーを与えられたゾナーに敗北した。
ドクター
- Oサック[9]

ゾナーを改造した張本人。初期の衣装も彼が用意した。
怪人養成所 教官
- ナーラ・カルボ[10]

イタリア人。食べ物なぞなぞ教官。答えから逆になぞなぞを作る「逆スライド方式」を教える。
- リアリー・ワイハー[11]

ハワイ生まれのアメリカ人。英語なぞなぞ教官。
- ロック・ニサンガスキー[12]

ロシア人。数字なぞなぞ教官。時間に厳しく、常にストップウォッチを持っている。
- カルジオ・イチゴ[13]

日系ブラジル人。ダジャレなぞなぞ教官。
- ワルサー・イッヒ[14]

ドイツ人。いじわるなぞなぞ教官。ゾナーの才能に目を付ける。
- 名称不明[15]

怪人養成所で怪人達を特訓している。クエスチョンマークが付いた帽子、軍服を着ており、常に鞭を持っている。非常に厳しいが、ゾナーに卒業証書を渡す際には笑顔を見せていた。
- 名称不明[15]

上記教官の部下。
戦闘員
- 一般戦闘員

無数に存在している。赤と黒を基調とした服とマスクを着用している。
- サイボーイ

麗人サイガー専属の戦闘員。

## ゲーム
『怪人ゾナー』（かいじんゾナー）は、2000年10月21日に日本の任天堂から発売されたゲームボーイカラー用クイズゲーム。ゲームボーイにも対応しているため両対応ソフトとなっており、同社から発売された旧ゲームボーイ対応最後のソフトとなった。
主人公を操作して様々な敵となぞなぞで戦い、ナンゾウ校長からナンゾウ小学校を救出する事を目的としている。解答は文字入力もしくは単語選択によって行われる。開発はジャパンヴィステックが行い、企画およびプロデューサーはタカラのPlayStation用ソフト『にとうしでん』（1996年）を手掛けた吉澤純一、音楽は後に『ポケモン不思議のダンジョンシリーズ』を手掛けた中村龍馬が担当している。

### ゲーム内容
システム
主人公は、ナンゾウ小学校をナンゾウ校長の魔の手から守るためにナゾラーバトルで教師や生徒と戦いながら腕を磨き、レベルを上げて敵と対決するというストーリー。回答の入力はコマンド選択でなくキー入力で行う。問題自体に正解しても、「な〜ぜか？」という理由を問う3択問題（漢字なぞなぞの場合は答えの画数）に正解できないと間違い扱いとなる。正解すると相手のプライドポイント（体力）を削る事が出来る。しかし間違えると逆に自分のプライドポイントを削られ、無くなるとゲームオーバーになる。全て無くなる前に保健室に行くと、全回復する事ができる。主人公と接触した教師や生徒は各階のボスによって洗脳されてしまい、一定人数救出（プライドポイントを全て削る）すると、所定の場所でボスとナゾラーバトルできるようになる。問題も難易度ランク（S、A、B、C、D、Eの6段階）に応じて、出題される階（ステージ）が異なるが、上の階に進むと、それ以前にいたすべての階に戻る事も可能である。また、ストーリーの中で、特定の条件（主に、特定の人物とのナゾラーバトルに勝利）を満たすと、ストーリーを進める上で必要な必須アイテムや、ボスとのナゾラーバトルを有利に出来るアイテムが手に入る。
通信対戦モード（出現条件・ゲーム中でなぞなぞを100問以上取得、要通信ケーブル）では、対戦相手とのナゾラーバトルや収集したなぞなぞの交換が可能。
また、テレビやビデオのリモコンなどの赤外線信号をゲームボーイカラー本体の赤外線通信機能で読み取り、ランダムでなぞなぞに変換する機能が用意されている（出現条件・ゲーム中でなぞなぞを200問以上取得、GBカラー以外は非対応）。
ミニゲーム
- タイピングゾナー - 単語の早打ちをする。ストーリーモードでは、学校の地下で発生する。
- チョーク投げは超苦しい - 早弁、居眠りをしている生徒にチョークを投げるというゲーム。ストーリーモードでは3階に進むと、主人公が転校して来た1の1教室で発生する。

### ボスキャラクター
- ゾナー

1階のボス。ナンゾウに洗脳され、主人公の前に立ちはだかる。その後も各階のボスによる洗脳を受け、ナゾラーバトルを仕掛けてくる。得意ジャンルはバラバラ。エンディング後では本気のゾナーと戦うこととなる。体力は3（本気時は無限にタチナオールを使用する）。
- らんじろう先生

2階のボス。美術の教師であり、ナンゾウの手下。見た者を洗脳する「せんのうピクチャー」という絵を描いていた。口癖は「〜ザンス」。芸術に関係するなぞなぞを得意とする。最終章では旧校舎1階の教室3におり、キーアイテムを所持している。
- たまこ先生

3階のボス。家庭科の教師。ナンゾウに洗脳マシンで操られていた。家庭科室にいる。食べた者を洗脳する「せんのうスープ」という料理を作っていた。料理に関するなぞなぞを出題してくる。3階クリア後の各章洗脳時では他の生徒や一般教師と同様に再度戦うことができる。
- マッスル先生

4階のボス。体育科の教師。男性で筋肉質な教師だが本名は「かおり」。自身が顧問の「ボディービル部」の活動でグラウンドを占拠していた。聴いた者を洗脳する「せんのうほうそう」で全校を洗脳しようと計画している。スポーツに関するなぞなぞが得意。
- トニー先生

ナンゾウ小学校の教頭。5階のボス。職員室にいる。生意気で自分勝手な性格。優秀な生徒の教育に熱意を注いでおり、「〜ザマス」という喋り方をする。爆発に巻き込まれた者を洗脳する「ばんのうニセラーせんのうやく」を使い、学校中を洗脳する。
- ナンゾウ校長

この学校の校長であり、全人類を洗脳させてしまおうと企んでいる。さまざまなジャンルのなぞなぞを使う。全校生徒・教師を一気に洗脳してしまう催眠術が使える。ラストバトルでは真の姿を現し、最初は卑怯でインチキなウラなぞなぞを用いて主人公を追い詰めるが、突如現れたゾナーの活躍によって無効にされ、また弱点を暴かれる。その後は真の実力でナゾラーバトルをすることとなる。
- マシお

ナンゾウが自分の基地に作り出した洗脳マシン。洗脳電波によって全世界を洗脳する。機械ではあるが意志があり、ナンゾウの基地に入り込んだ主人公にナゾラーバトルを仕掛けてくる。
- 怪人ズーケ

ナーゾのなぞなぞ四天王の一人。図形のなぞなぞが得意。
- 怪人ハテナン

ナーゾのなぞなぞ四天王の一人。臆病な性格でいじわるなぞなぞが得意。
- 怪人ミスティーカ

ナーゾのなぞなぞ四天王の一人。間違い探しなぞなぞという特殊ななぞなぞを出題する。
- 怪人ジーカン

ナーゾのなぞなぞ四天王の一人。鎧を纏った格好で関西弁で喋り、やや気が小さい。漢字に関するなぞなぞが得意。

### スタッフ
- ジャパンヴィステックスタッフ
  - エグゼクティブ・プロデューサー：井上光晴
  - 企画、プロデューサー：吉澤純一
  - ディレクター：えんどうさとる
  - テクニカル・ディレクター：山内義貴
  - シナリオ：吉澤純一、入内浩徳
  - プログラマー：おがわりしう、山内義貴、にしかわとものり
  - スクリプター：宇野智之
  - キャラクター・デザイン、デザイナー：いわさきまたよし、わたなべひとし
  - サウンド：中村龍馬
- SMDEスタッフ
  - エグゼクティブ・プロデューサー：中沢利洋
  - プロデューサー：白井保
  - なぞなぞクリエーター：ながせみのり
- 任天堂スタッフ：川口孝司、出石武宏、清武博二、原田貴裕、松村聡、マリオクラブ

### 評価
ゲーム誌『ファミ通』の「クロスレビュー」では合計27点（満40点）となっている。

## ディスコグラフィ

### シングル
|                                                              | 発売日               | タイトル                                       | 楽曲                                                                 | 作詞                                     | 作曲                                     | 編曲                                     | 備考 | 規格                 | 規格品番             | オリコン最高位       |                      |
| ユニバーサルビクター                                         | ユニバーサルビクター | ユニバーサルビクター                           | ユニバーサルビクター                                                 | ユニバーサルビクター                     | ユニバーサルビクター                     | ユニバーサルビクター                     | ユニバーサルビクター | ユニバーサルビクター | ユニバーサルビクター | ユニバーサルビクター | ユニバーサルビクター |
| ------------------------------------------------------------ | -------------------- | ---------------------------------------------- | -------------------------------------------------------------------- | ---------------------------------------- | ---------------------------------------- | ---------------------------------------- | --- | -------------------- | -------------------- | -------------------- | -------------------- |
| 1st                                                          | 1999年10月20日       | WHY? 〜THE ZONA'S SONG〜                       | WHY!〜THE ZONA'S SONG〜 (出題編)                                     | 秘密結社「ナーゾ」文芸部                 | 秘密結社「ナーゾ」軽音楽部               | 秘密結社「ナーゾ」軽音楽部               | - 通称「ゾナパラ」。 - CMは東京タワーの前で撮影された。 - 高校野球の応援歌として、智辯学園高校(奈良県)が、長年定番1曲として使用している。1試合中の1〜9回のいずれかの攻撃回でブラスバンドによって演奏されている。 | Maxi                 | MVCH-20002           | 56位                 |                      |
| 1st                                                          | 1999年10月20日       | WHY? 〜THE ZONA'S SONG〜                       | WHY!〜THE ZONA'S SONG〜 (解答編)                                     |                                          | 秘密結社「ナーゾ」軽音楽部               | 秘密結社「ナーゾ」軽音楽部               | | Maxi                 | MVCH-20002           | 56位                 |                      |
| - ワーナーミュージック・ジャパン / WEA Japan - ゾベッカ 名義 |                      |                                                |                                                                      |                                          |                                          |                                          | |                      |                      |                      |                      |
| 2nd                                                          | 2000年8月9日         | 象南波羅 〜ゾナパラ〜 WHY!パラパラ・リミックス | 象南波羅 〜ゾナパラ〜 WHY!パラパラ・リミックス                       | 秘密結社「ナーゾ」文芸部                 | 秘密結社「ナーゾ」軽音楽部パラパラ同好会 | 秘密結社「ナーゾ」軽音楽部パラパラ同好会 | - 森久保祥太郎のライブでは、ゾナパラの振りをすることが恒例になっている。 - ゾベッカは出演していないが、『出没!アド街ック天国』にてパラパラが紹介される際、ゾナパラが使用された。                                 | Maxi                 | WPC7-10052           | 41位                 |                      |
| 2nd                                                          | 2000年8月9日         | 象南波羅 〜ゾナパラ〜 WHY!パラパラ・リミックス | OHA SKA! [パラパラ・ヴァージョン]                                    | 戸田昭吾                                 | たなかひろかず                           | 渡部チェル                               | - イマクニ?が歌う「OHA SKA!」をパラパラバーションにアレンジしたもの。 - 歌唱はベッキーとカナのみで、ゾナーはセリフを担当している。                                                                               | Maxi                 | WPC7-10052           | 41位                 |                      |
| 2nd                                                          | 2000年8月9日         | 象南波羅 〜ゾナパラ〜 WHY!パラパラ・リミックス | STANCE OF RESISTANCE [ゾベッカ・ヴァージョン]                        | 永野椎菜                                 | 高山みなみ                               | 渡部チェル                               | - 永野と高山が在籍している音楽ユニットのTWO-MIXがアルバム『BPM CUBE』でセルフカバー。 - 歌唱はベッキーとカナのみで、ゾナーはセリフを担当している。                                                               | Maxi                 | WPC7-10052           | 41位                 |                      |
| 2nd                                                          | 2000年8月9日         | 象南波羅 〜ゾナパラ〜 WHY!パラパラ・リミックス | 象南波羅 〜ゾナパラ〜 WHY!パラパラ・リミックス [TVサイズ]            | 秘密結社「ナーゾ」文芸部                 | 秘密結社「ナーゾ」軽音楽部パラパラ同好会 | 秘密結社「ナーゾ」軽音楽部パラパラ同好会 | | Maxi                 | WPC7-10052           | 41位                 |                      |
| 2nd                                                          | 2000年8月9日         | 象南波羅 〜ゾナパラ〜 WHY!パラパラ・リミックス | 象南波羅 〜ゾナパラ〜 WHY!パラパラ・リミックス (カラオケ)            |                                          | 秘密結社「ナーゾ」軽音楽部パラパラ同好会 | 秘密結社「ナーゾ」軽音楽部パラパラ同好会 | | Maxi                 | WPC7-10052           | 41位                 |                      |
| 2nd                                                          | 2000年8月9日         | 象南波羅 〜ゾナパラ〜 WHY!パラパラ・リミックス | OHA SKA! [パラパラ・ヴァージョン] (カラオケ)                         | たなかひろかず                           | 渡部チェル                               |                                          | | Maxi                 | WPC7-10052           | 41位                 |                      |
| 2nd                                                          | 2000年8月9日         | 象南波羅 〜ゾナパラ〜 WHY!パラパラ・リミックス | STANCE OF RESISTANCE [ゾベッカ・ヴァージョン] (カラオケ)             | 高山みなみ                               | 渡部チェル                               |                                          | | Maxi                 | WPC7-10052           | 41位                 |                      |
| 2nd                                                          | 2000年8月9日         | 象南波羅 〜ゾナパラ〜 WHY!パラパラ・リミックス | 象南波羅 〜ゾナパラ〜 WHY!パラパラ・リミックス [TVサイズ] (カラオケ) | 秘密結社「ナーゾ」軽音楽部パラパラ同好会 | 秘密結社「ナーゾ」軽音楽部パラパラ同好会 |                                          | | Maxi                 | WPC7-10052           | 41位                 |                      |

### 参加作品
| 発売日        | 商品名                   | 歌         | 楽曲                                                | 備考                     |
| ------------- | ------------------------ | ---------- | --------------------------------------------------- | ------------------------ |
| 2000年2月19日 | おはスタベスト 〜VOL.1〜 | 怪人ゾナー | 「WHY! 〜THE ZONA’S SONG〜 (出題編)」               | 解答編は含まれていない。 |
| 2000年3月16日 | おはスタベスト 〜VOL.2〜 | 怪人ゾナー | 「WHY! 〜THE ZONA’S SONG〜 (ミレニアムバージョン)」 |                          |

### その他
| タイトル                              | 歌                        | 楽曲         | 作詞         | 作曲                                             | 備考 |
| ------------------------------------- | ------------------------- | ------------ | ------------ | ------------------------------------------------ | ---- |
| Beauty Question? 〜雨のような拍手を〜 | 怪人ゾナー & 麗人サイガー | 森久保祥太郎 | 森久保祥太郎 | CD化されていないが、カラオケには収録されている。 |      |

## グッズ

### 本
- 怪人ゾナーの天才ナゾラー（小学館コロタン文庫）
- 怪人ゾナーのナゾラーバトル（小学館コロタン文庫）
- 怪人ゾナーのなぞなぞ2000（小学館ワンダーランドブックス）
- 怪人ゾナー 任天堂公式ガイドブック（小学館ワンダーライフスペシャル）

ゲームボーイ版「怪人ゾナー」の攻略本。
- なぞなぞ怪人ゾナーくん（『月刊コロコロコミック』1999年9月号 - 2001年5月号に連載、玉井たけし作画）

### 文房具（ショウワノート）[19]
- 下じき
- ノート
- ポストカードA・B
- カンペンケース
- 鉛筆セット
- はだにもはれるゾナ〜シール
- キラキラシール

### カードダス100（バンダイ）[20]
- ナゾダス〜怪人ゾナーの挑戦

第1弾には21種類が収録された。なお、第2弾は発売されていない。

### お菓子
- 怪人ゾナーのなぞなぞバトルキャンデー（NOBEL）

レモン味・メロン味・ピーチ味が入っている。
小包装にはなぞなぞが書かれている。
- 怪人ゾナーのなぞなぞバトルキャンデー（NOBEL）

なぞなぞバトルカード（全50種類）入りキャンデー。

### その他（非売品）[21]
- オリジナル・ゾナーギターバッジ

ゾナーギターを象ったピンバッジ。おはスタのクイズのプレゼントとして開発された。
- ナゾラー認定証

視聴者のなぞなぞがおはスタで紹介された時に貰える。ナゾラーの証。
- 特製プリントTシャツ

黒字のTシャツ。表面にはゾナーマーク、裏面にはクエスチョンマークが描かれている。

## ドラマ
大晦日に放送された。ゾナーが自宅の鏡の前でゾナーポーズを練習中、宇宙から来た生命体「無気力星人」に体を乗っ取られてしまう。最終的にはゾナーとおはスタ番長他で無気力地星人をダジャレなぞなぞで倒して完結する。媒体にはなっていない。